# Marlène Harnois
Marlène Harnois (Montreal, Canadá, 22 de octubre de 1986) es una deportista francesa que compitió en taekwondo. 
Participó en los Juegos Olímpicos de Londres 2012, obteniendo una medalla de bronce en la categoría de –57 kg. Ganó una medalla de bronce en el Campeonato Mundial de Taekwondo de 2011 y tres medallas en el Campeonato Europeo de Taekwondo entre los años 2008 y 2012.

## Palmarés internacional
| Juegos Olímpicos   | Juegos Olímpicos         | Juegos Olímpicos  | Juegos Olímpicos |
| Año                | Lugar                    | Medalla           | Categoría        |
| ------------------ | ------------------------ | ----------------- | ---------------- |
| 2012               | Londres (Reino Unido)    | Medalla de bronce | –57 kg           |
| Campeonato Mundial |                          |                   |                  |
| Año                | Lugar                    | Medalla           | Categoría        |
| 2011               | Gyeongju (Corea del Sur) | Medalla de bronce | –57 kg           |
| Campeonato Europeo |                          |                   |                  |
| Año                | Lugar                    | Medalla           | Categoría        |
| 2008               | Roma (Italia)            | Medalla de oro    | –63 kg           |
| 2010               | San Petersburgo (Rusia)  | Medalla de bronce | –67 kg           |
| 2012               | Mánchester (Reino Unido) | Medalla de oro    | –62 kg           |